# Pierre-Marin Rouph de Varicourt
Pierre-Marin Rouph de Varicourt (9 mai 1755 à Versonnex (Ain)-9 décembre 1822 à Orléans), était un prêtre catholique, représentant du clergé aux États généraux, député à l'Assemblée constituante de 1789 puis évêque d'Orléans en 1817.

## Biographie
Rouph de Varicourt, au lieu de choisir le métier des armes comme le veut la tradition familiale, choisit la carrière ecclésiastique. Ses études l'amènent à Paris plus exactement au séminaire de Saint-Sulpice dirigé par son parent non moins célèbre l'abbé Émery. À la fin de ses études, il obtient un canonicat dans le chapitre de Genève dont l'évêque réside à Annecy.
Son vœu le plus cher est de devenir doyen et curé de Gex car il est le tuteur de ses neuf frères et sœurs depuis la mort de leur père.
En 1789, il est nommé député de son ordre. Homme de tradition, il refuse de prêter le serment constitutionnel du clergé ; on lui supprime son bénéfice. Pendant la terreur, il s'enfuit en Angleterre. Sa mauvaise santé l'oblige à revenir sur le continent. Il se réfugie pendant sept mois aux limites de son ancien diocèse.
Le 9 thermidor, il croit enfin pouvoir retrouver sa cure de Gex mais il est de nouveau obligé de fuir cette fois vers l'Italie. Le pape Pie VII le remarque et l'emmène avec lui à Rome.
Ce n'est que vers 1800 qu'il rentre enfin au pays, il est nommé à la cure de Gex le 20 août 1803. Nommé évêque d'Orléans en 1817, il quitte la mort dans l'âme Gex en 1819. Il meurt à Orléans en 1822. Homme de tradition, fidèle au Pays de Gex, il lègue une part de ses biens aux paroisses de Pougny et Versonnex.

## Publication
- Réflexions sur le remboursement des rentes foncières dues aux gens de mainmorte ; Pierre Marin Rouph de Varicourt ; France. Assemblée nationale constituante (1789-1791) ; 1789. (OCLC 43290543)

### Archives
- Le fonds d'archives de Pierre-Marin Rouph de Varicourt est conservé au centre d'archives de Québec de Bibliothèque et Archives nationales du Québec[1].